# 阿赫特尔斯巴赫
阿赫特尔斯巴赫是德国莱茵兰-普法尔茨州的一个市镇。总面积9.70平方公里，总人口432人，其中男性220人，女性212人（2011年12月31日），人口密度45人/平方公里。